# Шампло
Шампло (фр. Champlost) насеље је и општина у источном делу централне Француске у региону Бургоња, у департману Јон која припада префектури Осер.
По подацима из 2011. године у општини је живело 806 становника, а густина насељености је износила 35,14 становника/km². Општина се простире на површини од 22,94 km². Налази се на средњој надморској висини од 120 метара (максималној 293 m, а минималној 101 m).

## Демографија
| 1962. | 1968. | 1975. | 1982. | 1990. | 1999. | 2011. |
| ----- | ----- | ----- | ----- | ----- | ----- | ----- |
| 657   | 685   | 670   | 698   | 733   | 766   | 806   |

График промене броја становника у току последњих година